# 文史通義
《文史通義》是清朝史家章學誠的一本著作，道光十二年（1832年）出版，分〈內篇〉五卷，〈外篇〉三卷。在四庫全書中為史部史評類。全書內容廣泛，包括易教、書教、詩教、經解、言公、史德、方志等。“六經皆史”是全書重要命题。
章學誠著《文史通義》是因為校雠《汉书·艺文志》，為了要“辨章学术、考镜源流。”，認為六經是古代實際政治社會發展的記錄，並不是「載道之書」，這種見解，根本推翻了「守六經以言道」的傳統觀點，給九十年後的國故整理與疑古風氣，提供了理論基礎。「六經皆史」同時還指出，單純的編纂和考證不算是史學，史學得有個人見解才成，所以在史學上便提出編修通史。他以為通史具有「六便」（免重復、均類例、便銓配、平是非、去牴牾、詳鄰事）和「二長」（即具剪裁、主家法）的特點。
章學誠在書中還提出整理「方志」的主張，即編修一地的歷史演變。章學誠主張方志要立三書：記載大事和人物的「通志」、記載典章制度的「掌故」、和記載文獻詩文的「文徵」。為了便於搜集文獻資料，章學誠還提出了各州縣建立志科的主張。
“六经皆史”并非是章学诚之独创，最早可追溯至先秦《庄子》之《天道》、《天运》诸篇，但章學誠的可貴處在於提出完善的哲学体系，也就是“即器明道”的理論。“道”与“器”将六经与史學联系起来。章氏以為“三代学术，知有史而不知有经，切人事也”，反覆強調六经皆先王之政典，“六经皆先王得位行道，经纬世宙之迹，而非托于空言。”。章氏再次重申：“六经特圣人取此六种之史以垂训者耳。”
嘉庆三年，章学诚以《文史通义》初刻稿呈送朱锡庚，當時章学诚被“盗卖毕公《史考》”流評所擾。嘉庆六年十一月，章学诚臨終前將全稿交給王宗炎校定，王宗炎編次三十卷，道光六年，宗炎未定稿而卒，稿本再歸沈曾植。道光十二年（1832年）出版。劉承幹據沈氏藏本重新增補，加入《和州志》三卷，《永清縣志》十卷，《乙卯劄記》、《丙辰劄記》、《知非劄記》、《閱書隨劄》和《信摭》各一卷，別為外編十八卷，定名《章氏遺書》，1920年出版。章学诚曾言：“尝谓百年而后，有能许《通义》文辞，与老杜歌诗同其沉郁，是仆身后之桓谭也。”